# Thiếu vitamin A
| Lâm sàng Cận lâm sàng nặng Cận lâm sàng trung bình | Cận lâm sàng nhẹ VAD nằm dưới sự kiểm soát Không dữ liệu |

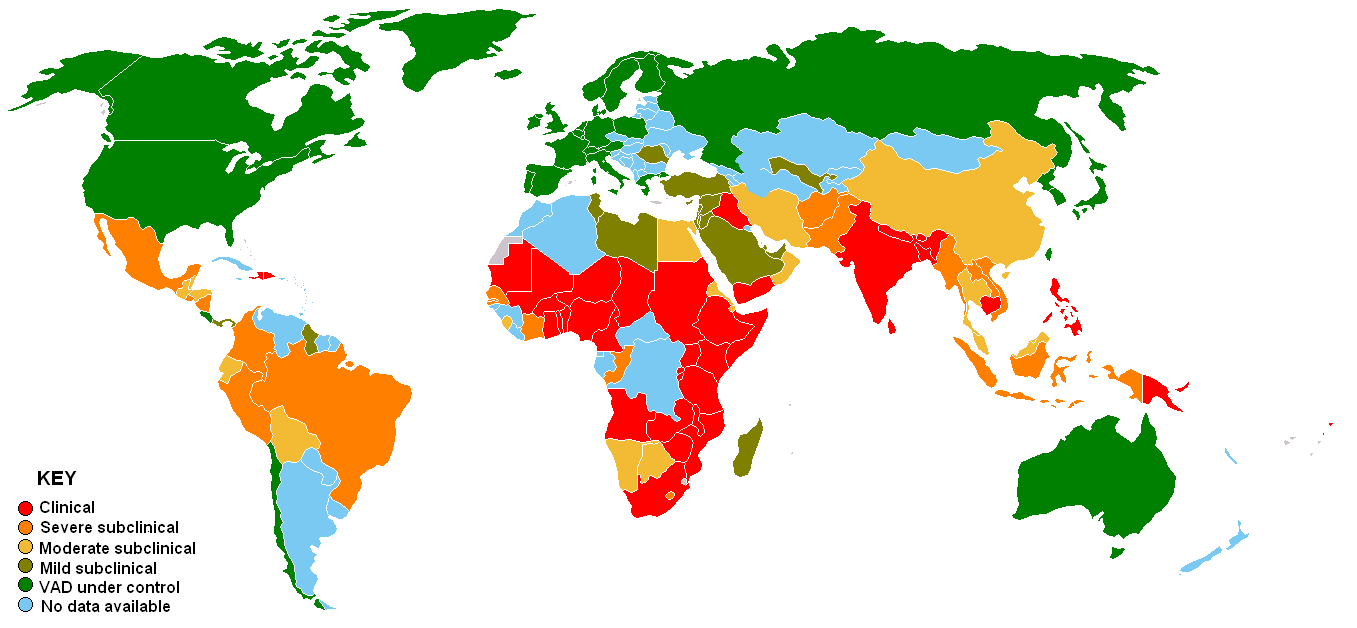
Tỷ lệ thiếu vitamin A, 1995.
Lâm sàng
Cận lâm sàng nặng
Cận lâm sàng trung bình
Cận lâm sàng nhẹ
VAD nằm dưới sự kiểm soát
Không dữ liệu

Thiếu vitamin A (Vitamin A deficiency:VAD) hay hypovitaminosis A là tình trạng thiếu hụt vitamin A trong máu và các mô. Tình trạng này thường gặp ở các nước nghèo nhất, nhưng hiếm tại các nước phát triển hơn. Chứng quáng gà là một trong những dấu hiệu đầu tiên của VAD. Thiếu vitamin A dẫn đến bệnh khô mắt, khô nhuyễn giác mạc và mù hoàn toàn do vitamin A đóng vai trò chính trong dẫn truyền ánh sáng. Có ba dạng vitamin A gồm retinols, beta-carotenes và carotenoids.
Thiếu vitamin A là nguyên nhân đứng đầu gây mù lòa ở trẻ em có thể phòng ngừa được và là yếu tố quan trọng để đạt được Mục tiêu Phát triển Thiên niên kỷ 4 làm giảm tỷ lệ tử vong ở trẻ em. Khoảng 250.000 đến 500.000 trẻ suy dinh dưỡng tại các nước đang phát triển bị mù mỗi năm do thiếu vitamin A, khoảng một nửa trong số đó chết trong vòng một năm sau khi bị mù. Phiên họp Đặc biệt của Liên Hợp Quốc về Trẻ em (The United Nations Special Session on Children) năm 2002 đã đặt mục tiêu loại bỏ VAD vào năm 2010.
Tỷ lệ hiện hành bệnh quáng gà do VAD cũng rất cao ở phụ nữ mang thai tại nhiều nước đang phát triển. VAD cũng góp phần vào làm tăng tỷ lệ tử vong mẹ và gây ra những vấn đề khác trong thời kỳ mang thai và cho con bú.
VAD cũng làm giảm khả năng chống lại nhiễm trùng. Ở những nước trẻ em không được tiêm chủng, các bệnh truyền nhiễm như sởi có tỷ lệ tử vong cao hơn. Như được làm sáng tỏ bởi Alfred Sommer, ngay cả khi tình trạng nhẹ, thiếu về cận lâm sàng cũng là một vấn đề, bởi vì có thể sẽ làm tăng nguy cơ trẻ em bị nhiễm trùng đường hô hấp và tiêu chảy, giảm tốc độ tăng trưởng, chậm phát triển xương và rất có thể làm giảm khả năng sống sau mắc bệnh nặng.
VAD ước tính sẽ tác động đến khoảng một phần ba trẻ em dưới năm tuổi trên toàn thế giới. Ước tính sẽ cướp đi sinh mạng của 670.000 trẻ em dưới năm tuổi. Khoảng 250.000 – 500.000 trẻ em ở các nước đang phát triển bị mù mỗi năm do VAD, với tỷ lệ hiện hành cao nhất ở Đông Nam Á và Châu Phi. Theo Tổ chức Y tế Thế giới (WHO), VAD đang nằm dưới sự kiểm soát tại Hoa Kỳ, nhưng ở các nước đang phát triển, VAD vẫn là một mối lo ngại lớn. Trên toàn cầu, 65% tất cả trẻ em tuổi từ 6 đến 59 tháng đã nhận được hai liều vitamin A vào năm 2013, giúp bảo vệ hoàn toàn khỏi VAD (80% ở các nước kém phát triển nhất).